# Flugplatz Cascais

i7
i11
i13
Der Flugplatz Cascais (auch Flugplatz Tires, portugiesisch Aeródromo Municipal de Cascais oder Aeródromo de Tires, ICAO-Code: LPCS) ist ein portugiesischer Flugplatz nahe der Stadt Cascais in der Ortschaft Tires der Gemeinde São Domingos de Rana, sowie in der Nachbarschaft der Großstadt Lissabon. Er ist ungefähr sechs Kilometer vom Bahnhof der Stadt Cascais entfernt und wiederum 19 km vom Praça do Comércio in der Lissabonner Stadtmitte.
Der Flugplatz war Heimat der Aerocondor und ist heute Heimatflughafen der Aero VIP.

## Passagierverkehr
Derzeit gibt es am Flugplatz von Cascais keinen regelmäßigen Linienflugverkehr, obwohl er in der Nähe der Großstadt Lissabon liegt und mit dieser auch über die Autobahn A5 (Cascais-Lissabon) verbunden ist. Am Flugplatz gibt es ein Terminal, welches für 300 Passagiere in der Stunde ausgelegt ist. Etliche Privat- und Sportflugzeuge benutzen den Flugplatz als Ausweichlandeplatz für den Flughafen Lissabon-Portela.